# Ensemble Studios
Ensemble Studios var ett amerikanskt datorspelsföretag som grundades år 1995. Företaget utvecklade bland annat Age of Empiresserien. Ensemble Studios köptes upp av Microsoft 2001.
Företaget meddelade i september 2008 att de efter tolv års verksamhet skulle stänga ner efter lanseringen av Halo Wars till spelkonsolen Xbox 360.

## Ludografi
| År        | Titel                                             | Genre                       |
| --------- | ------------------------------------------------- | --------------------------- |
| 1997      | Age of Empires                                    | Realtidsstrategi            |
| 1998      | Age of Empires: The Rise of Rome                  | Expansionspaket             |
| 1999      | Age of Empires II: The Age of Kings               | Realtidsstrategi            |
| 2000      | Age of Empires II: The Conquerors                 | Expansionspaket             |
| 2001      | Star Wars Galactic Battlegrounds                  | Realtidsstrategi            |
| 2002      | Star Wars Galactic Battlegrounds: Clone Campaigns | Expansionspaket             |
| 2002      | Age of Mythology                                  | Realtidsstrategi            |
| 2003      | Age of Mythology: The Titans                      | Expansionspaket             |
| 2005      | Age of Empires III                                | Realtidsstrategi            |
| 2006      | Age of Empires III: The WarChiefs                 | Realtidsstrategi            |
| 2007      | Age of Empires III: The Asian Dynasties           | Expansionspaket             |
| 2009      | Halo Wars                                         | Realtidsstrategi            |
| Cancelled | Titan (Halo MMO)                                  | MMO                         |
| Cancelled | Sorcerer                                          | Datorrollspel, Äventyrsspel |
| Cancelled | Nova                                              |                             |
| Cancelled | Wrench                                            | Plattformsspel              |
| Cancelled | Bam                                               |                             |
| Cancelled | Agent                                             |                             |